# Bolesworth Castle
Bolesworth Castle ist ein Landhaus etwa 3,2 km südlich des Dorfes Tattenhall in der englischen Grafschaft Cheshire. English Heritage hat es als historisches Gebäude II*. Grades gelistet.

## Geschichte
George Walmesley, ein Geschäftsmann aus Manchester, ließ das Haus nach einem Entwurf von William Cole 1829 an Stelle eines älteren Hauses von 1750 errichten. 1856 kaufte Robert Barbour, ein schottischer Geschäftsmann, der eine Baumwollfabrik in Manchester gegründet hatte, das Anwesen. Seither ist es in den Händen der Familie Barbour verblieben. In den Jahren 1920–1923 wurde das Landhaus teilweise von Clough William Ellis umgebaut.

## Architektur

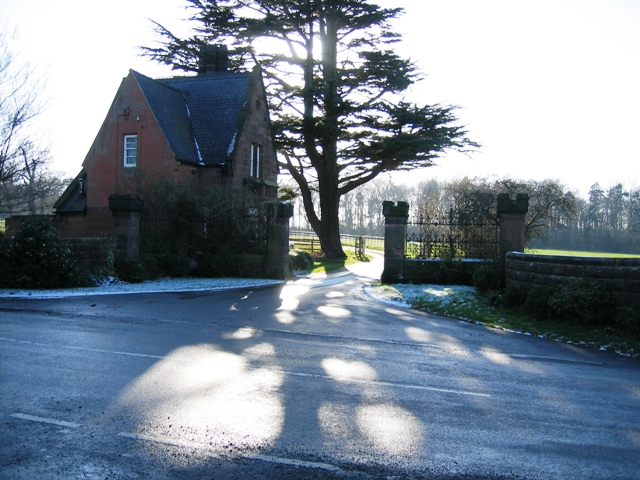
Tor an der nördlichen Auffahrt von Bolesworth Castle

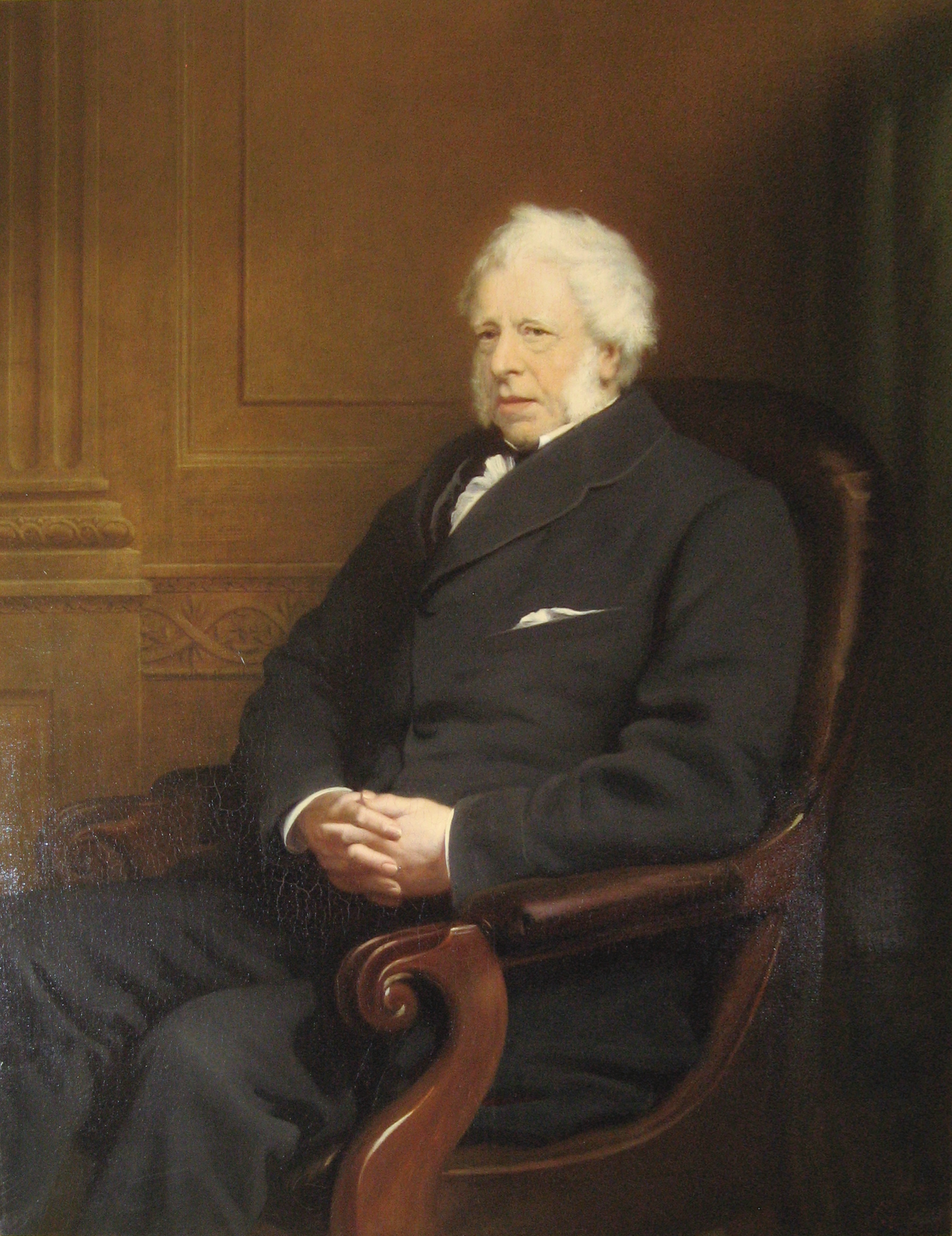
Robert Barbour, der Bolesworth Castle 1856 kaufte.

Das Haus wurde aus Sandstein-Werkstein errichtet und ist befestigt. Es ist größtenteils zweistöckig und hat je ein breites, gekantetes Joch in der Mitte und rechts sowie ein weites, rundes Joch links. In der Mitte ist ein zurückgesetzter, dreistöckiger Turm mit Tourellen angebracht.
Um das Haus und auf dem Anwesen gibt es eine Reihe von Bauwerken, die als historische Gebäude II. Grades gelistet sind. Dies sind z. B. die Mauer und die Stufen der oberen und mittleren Terrasse, die Mauer der unteren Terrasse, ein Tempel mit einer Statue der Göttin Diana, die Tore des Parks, die Torsäulen und Seitenwände an der nördlichen Auffahrt, die Torsäulen an der Auffahrt von der Chowley Lodge her, ein offener Wetterschutz, eine Brücke über einen Fischteich und ein Bootshaus.

## Neuere Geschichte und heutiger Zustand
Das Haus und das Anwesen von 24 km² erbte 1989 Anthony Barbour, was ihn zu einem der größten Landbesitzer in Cheshire machte. Er baute das Anwesen zu einem Gewerbepark aus, wobei er nicht mehr benötigte Bauwerke restaurieren und die 16 Bauernhöfe modernisieren ließ. So schuf er 800 neue Jobs. Barbour ließ auch im Park über 350 verschiedene Sorten von Bäumen anpflanzen. 1998 erhielt er die Bledisloe Gold Medal von der Royal Agricultural Society of England für seine Arbeiten an seinem Anwesen. Barbour starb 2007. Seither kümmern sich seine Witwe, Diana, und seine Tochter, Nina, um das Anwesen; letztere ist auch Direktorin des Anwesens. Nina organisiert auch das jährliche Reitturnier Bolesworth International Show Jumping Event auf dem Gelände.